# Gulf Hills
Gulf Hills es un lugar designado por el censo del Condado de Jackson, Misisipi, Estados Unidos. Según el censo de 2000 tenía una población de 5.900 habitantes y una densidad de población de 300.5 hab/km².

## Demografía
Según el censo de 2000, había 5.900 personas, 2.199 hogares y 1.662 familias residiendo en la localidad. La densidad de población era de 300,5 hab./km². Había 2.436 viviendas con una densidad media de 124,1 viviendas/km². El 81,64% de los habitantes eran blancos, el 10,61% afroamericanos, el 0,19% amerindios, el 5,83% asiáticos, el 0,02% isleños del Pacífico, el 0,47% de otras razas y el 1,24% pertenecía a dos o más razas. El 2,02% de la población eran hispanos o latinos de cualquier raza.
Según el censo, de los 2.199 hogares en el 34,6% había menores de 18 años, el 60,9% pertenecía a parejas casadas, el 10,2% tenía a una mujer como cabeza de familia y el 24,4% no eran familias. El 18,4% de los hogares estaba compuesto por un único individuo y el 6,1% pertenecía a alguien mayor de 65 años viviendo solo. El tamaño promedio de los hogares era de 2,67 personas y el de las familias de 3,04.
La población estaba distribuida en un 25,3% de habitantes menores de 18 años, un 8,4% entre 18 y 24 años, un 29,7% de 25 a 44, un 24,1% de 45 a 64 y un 12,5% de 65 años o mayores. La media de edad era 37 años. Por cada 100 mujeres había 96,5 hombres. Por cada 100 mujeres de 18 años o más, había 95,4 hombres.
Los ingresos medios por hogar en la localidad eran de 49.250 dólares ($) y los ingresos medios por familia eran 54.418 $. Los hombres tenían unos ingresos medios de 34.243 $ frente a los 23.377 $ para las mujeres. La renta per cápita para la ciudad era de 21.759 $. El 5,0% de la población y el 4,7% de las familias estaban por debajo del umbral de pobreza. El 6,1% de los menores de 18 años y el 2,0% de los habitantes de 65 años o más vivían por debajo del umbral de pobreza.

## Geografía
Según la Oficina del Censo de los Estados Unidos, Gulf Hills tiene un área total de 20,9 km² de los cuales 19,6 km² corresponden a tierra firme y 1,3 km² a agua. El porcentaje total de superficie con agua es 6,08%.